# Tecnam P96
El Tecnam P96 Golf (código ICAO : GOLF) es un ultraligero biplaza de fabricación italiana, producido por Tecnam de Nápoles y comercializado en numerosos países del mundo desde 1997 hasta 2006. Se trata de un avión monomotor de ala baja y planta rectangular, con tren de aterrizaje fijo en configuración de triciclo en carretilla con su dirección en la rueda de la nariz.

## Historia
El Tecnam P96 fue el primer ultraligero carenado, con fuselaje aunque de ala baja producido por Tecnam, unos años después de la introducción del popular P92 hecho de ala alta, con el cual comparte una serie de soluciones constructivas. Además del ala baja en voladizo, el P96 presenta una envergadura de 8,5 metros frente los 9,5 del P92, lo que le proporciona un mayor régimen de alabeo, una velocidad indicada superior de casi 10 km/h y un comportamiento más estable en turbulencias.
En 2002, la Tecnam presentó el P2002 Sierra, un nuevo avión de ala baja con aerodinámica revista y un perfil aerodinámico diferente, modelo que pasó a sustituir gradualmente las ventas del P96, aunque las ventas de éste fueron promovidas hasta el final de 2006.

## Versiones
- P96 Golf: Versión con motor Rotax 912 UL, 80 cv a 5.800 rpm. En la versión estándar lleva montada una hélice bipala en madera de paso fijo F.lli Tonini Giancarlo & Felice S.n.c. modelo GT-2/166/VSU-FW 101 SRTC.
- P96 Golf/100: Versión con motor Rotax 912 ULS, 100 cv a 5.800 rpm, introducida en 1999. En la versión estándar lleva montada una hélica bipala en madera de paso fijo F.lli Tonini Giancarlo & Felice S.n.c. modello GT-2/173/VRR-FW 101 SRTC.

## Especificaciones
Datos referidos a la versión de 100 cv, peso 450 kg, en atmósfera ISA, nivel del mar, hélice de paso fijo F.lli Tonini GT-2/173/VRR-FW 101 SRTC.
Referencia datos: «Manuale di Volo P96 Golf & P96 Golf/100» Edición 3 – octubre de 2004, Revisión n.1 – 18 de abril de 2008, Costruzioni Aeronautiche Tecnam S.r.l. y de la «Janes All the World Aircraft» (inglés).

### Características generales
- Tripulación: 1
- Capacidad: 1
- Longitud: 6,4 m
- Envergadura: 8,5 m
- Altura: 2,3 m
- Superficie alar: 12,2 m²
- Peso vacío: 289 kg
- Peso máximo al despegue: 450 kg
- Planta motriz: 1×  1x Rotax 912 ULS.
  - Potencia: 74 kW (99 HP; 100 CV)

### Rendimiento
- Velocidad nunca excedida (Vne): 270 km/h (IAS)
- Velocidad crucero (Vc): 185 km/h (CAS)
- Velocidad de entrada en pérdida (Vs): 65 km/h (full flap)
- Alcance: 720 km
- Radio de acción: km
- Alcance en combate: km
- Alcance en ferry: km
- Carga alar: 36,9 m²